# 灰色青荚叶
灰色青荚叶（学名：Helwingia japonica var. grisea）为山茱萸科青荚叶属下的一个变种。

## 扩展阅读
- 維基物種上的相關：灰色青荚叶